# チャールズ・H・ジョフィ
チャールズ・H・ジョフィ（Charles H. Joffe, 1929年7月16日 - 2008年7月9日）は、アメリカ合衆国の映画プロデューサー、コメディ・タレント・マネージャーである。ジャック・ローリンズと共にウディ・アレン作品の多くにプロデューサーまたはエグゼクティブ・プロデューサーとして参加している。アレンの『アニー・ホール』をプロデュースしたことにより、第50回アカデミー賞作品賞を受賞した。
妻は美術監督のキャロル・ジョフィである。ジョフィは映画監督のニコール・ホロフセナーの義父である。
2008年に長い闘病の末、カリフォルニア州ロサンゼルスのシダーズ・サイナイ医療センターで亡くなった。

## 作品
- メリンダとメリンダ 2004 製作総指揮
- 僕のニューヨークライフ 2003 共同製作総指揮
- おいしい生活 2000 共同製作総指揮
- 交錯の罠 1994 TVM 製作総指揮
- マンハッタン殺人ミステリー 1993 製作総指揮
- 夫たち、妻たち 1992 製作総指揮
- ウディ・アレンの影と霧 1992 製作総指揮
- アリス 1990 製作総指揮
- 私の中のもうひとりの私 1989 製作
- セプテンバー 1987 製作総指揮
- ラジオ・デイズ 1987 製作総指揮
- ハンナとその姉妹 1986 製作
- カイロの紫のバラ 1985 製作総指揮
- ブロードウェイのダニー・ローズ 1984 製作総指揮
- サマー・ナイト 1982 製作総指揮
- ミスター・アーサー 1981 製作総指揮
- 夏の叫び 1981 TVM 製作総指揮
- マンハッタン 1979 製作
- インテリア 1978 製作
- アニー・ホール 1977 製作
- ウディ・アレンの ザ・フロント 1976 製作総指揮
- スリーパー 1973 製作総指揮
- ウディ・アレンの誰でも知りたがっているくせにちょっと聞きにくいSEXのすべてについて教えましょう 1972 製作
- ボギー!俺も男だ 1972 製作
- ウディ・アレンのバナナ 1971 製作総指揮
- 泥棒野郎 1969 製作
- 水は危険・ハイジャック珍道中 1969 製作